# Marcus Patrick
Marcus Patrick, all'anagrafe Patrick Marcus Osbourne (Bath, 5 giugno 1974), è un attore, modello e cantante britannico.

## Biografia
Nato a Bath, in Inghilterra, suo padre ha origini britanniche, irlandesi e francesi, mentre la madre è nata in Giamaica con origini cubane e cherokee. Nonostante un'infanzia tumultuosa, si è distinto nel suono del pianoforte, in ginnastica e nuoto. Egli ha anche praticato Tae Kwon Do, vincendo i campionati dei pesi massimi e junior maschile.
Era intenzionato a diventare un lottatore professionista, ma successivamente rivolse i suoi interessi verso il mondo dello spettacolo. All'età di diciassette anni fece un provino con Simon Cowell, divenuto in seguito celebre come ideatore di American Idol e X Factor, a diciannove anni entra nella boy band dei Worlds Apart, che abbandona dopo un anno per dedicarsi alla carriera solista, con Cowell come agente e manager.
Si trasferisce negli Stati Uniti in cerca di fortuna, prende lezioni di recitazione e nel frattempo si mantiene come personal trainer. Inizia a recitare con piccoli parti in televisione, come nel telefilm Tutto in famiglia e nella serie CSI: Miami. Nel 2006 ha preso parte a undici episodi della serie televisiva Beyond the Break - Vite sull'onda.
Prende parte ad alcune soap opera, come La valle dei pini, dove interpreta il ruolo di Jamal Cudahy, che abbandona dopo poco per diverbi con la produzione, nel 2006 entra nel cast de Il tempo della nostra vita nel ruolo di Jett Carver, ma viene licenziato dopo solo cinque mesi. Il network, che trasmette la soap opera, non ha voluto spiegare le ragioni del licenziamento, ma Patrick stesso ha dichiarato che le ragioni del suo licenziamento sono da attribuirsi ad un servizio fotografo osé per la rivista Playgirl. Nel numero del settembre 2007, Patrick appare in un servizio fotografo di nudo integrale, in modo inusuale per un personaggio popolare posa con il pene in erezione.
Nel 2007 recita al fianco di Rosario Dawson nel thriller Extrema - Al limite della vendetta, successivamente prende parte ad alcune produzioni indipendenti , come la commedia romantica I Do... I Did! e la commedia a tematica gay Violet Tendencies. Sta inoltre lavorando ad un album discografico, iniziando postare sul suo sito personale e sulla sua pagina MySpace varie tracce.